# Школа са домом за ученике оштећеног слуха Крагујевац
Школа са домом за ученике оштећеног слуха Крагујевац основана је 1. августа 1949. године као „Дом глувих ученика у привреди”. У оквиру школе постоје предшколска установа, основна и средња школа, у коју се примају деца са свим врстама сметњи у развоја.
Школске 1957/58. године школа први пут прима ученике за први разред основне школе.
Дом и школа се 1. септембра 1963. године обједињују у једну установу под називом „Школа за основно и професионално образовање глуве деце и омладине са интернатом”. 
У циљу ране дијагностике и рехабилитације деце оштећеног слуха, предузимају се мере за отварање предшколског одељења које би обухватило децу од треће године старости, у првој наменски зиданој згради за потребе предшколске глуве и наглуве деце у тадашњој Југославији. Предшколско одељење је почело са радом 1. септембра 1982. године. Тако је успостављен процес за целовиту рехабилитацију деце оштећеног слуха.
Ради боље социјализације деце оштећеног слуха 1987. године у нашу предшколску установу била је примљена и група од 22 чујуће деце из Дечије установе „Нада Наумовић” из Крагујевца, али је после две године пропала, јер су родитељи повукли своју чујућу децу, из страха да ће научити да се служе гестовним говором.
Како је школа проширивала своју делатност, тако је непрекидно постојала потреба за простором, па је од 1997. до 1999. године изведена трећа фаза доградње. Подизањем спрата на постојећој школској згради, добијено је 12 трокреветних и четворокреветних соба са купатилима, велики простор за дневни боравак и соба за васпитаче, а просторије у приземљу су преуређене у кабинете. Тако је установа доведена на ниво модерне институције.